# Hankuk Universiteit voor Buitenlandstudies
De Hankuk Universiteit voor Buitenlandstudies (Koreaans: 한국외국어대학교) is een private onderzoeksuniversiteit. De universiteit werd opgericht in 1954 als college voor de bestudering van buitenlandse talen en werd in 1980 een volwaardige universiteit. De universiteit heeft twee verschillende campussen, een hoofdcampus in Seoel en kleinere campus in Yongin. Anno 2020 biedt de universiteit 53 verschillende taalstudies aan.
In de QS World University Rankings van 2020 staat de Hankuk Universiteit voor Buitenlandstudies wereldwijd op een 407de plaats, waarmee het de 11e Zuid-Koreaanse universiteit op de ranglijst is.